# Hisarlik
Hisarlik o Hissarlik (en turco: Hisarlık: Lugar de la fortaleza) es, en la actualidad, el nombre turco de la colina donde se asentaba la antigua ciudad de Troya, también conocida como Ilión, y localizada en lo que ahora es Turquía (conocida a través de la historia como Anatolia). Hisarlik es el topónimo de la moderna provincia de Çanakkale, correspondiente a un emplazamiento arqueológico situado aproximadamente a 6,5 km del mar Egeo y equidistante del estrecho de Dardanelos. El redescubrimiento de Troya desde sus ruinas es una historia de proporciones heroicas comparables a la historia épica de la antigua Troya, ciudad que había sido destruida mucho tiempo atrás. El sitio arqueológico fue identificado con la Troya homérica desde el siglo XIX, aunque permanecen numerosas incertidumbres.
El emplazamiento arqueológico de Hisarlik es conocido en los círculos de mundo arqueológico como una montaña artificial, constituida a través de los años por las ocupaciones posteriores desde el asentamiento original. La montaña de Hisarlik, que mide sobre unos 30 metros de altura, fue identificada como el posible antiguo emplazamiento de Troya por un gran número de arqueólogos aficionados en la temprana época de 1800. El más dedicado de ellos fue Frank Calvert, cuyo pionero trabajo fue ensombrecido por el ahora famoso arqueólogo aficionado Heinrich Schliemann en la década de 1870. En 1998, el sitio arqueológico de Troya fue declarado Patrimonio de la Humanidad por la Unesco.

## Geografía
Situada en el borde de un cabo que proyecta al Egeo entre los Dardanelos y el golfo de Edremit, el cual fue conocido en la antigüedad como Troas, Hisarlik fue una de las muchas pequeñas civilizaciones que lograron asentarse y prosperar en Anatolia. Estudios paleográficos sobre Hisarlik llevados a cabo por John C. Kraft, director del Departamento de Geología de la Universidad de Delaware y los profesores de la Universidad de Ankara, Ilhan Kayan y Oğuz Erol, indicaban un ambiente favorable para la existencia de un asentamiento hacia 8000 a. C., cuando la bajada del nivel del mar dejó tierras fértiles para poder cultivarlas, y zonas acuáticas poco profundas pero que podían ser navegables.

## Asentamientos humanos en la región

Gráfico de las capas del sitio.

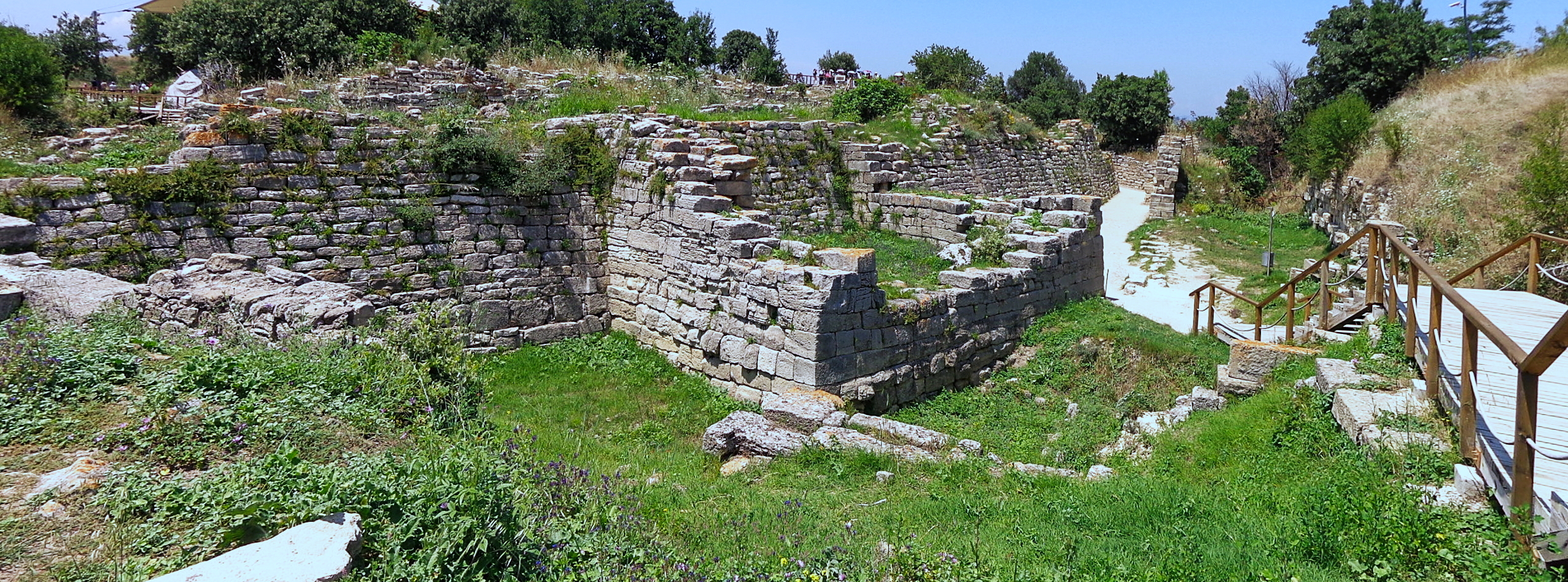
Las murallas del castillo de Troya VI con los restos de la torre en el lado este del complejo

En otra parte de Anatolia hay abundantes evidencias arqueológicas de una cultura Neolítica floreciente al menos de 7000 años a. C. Podría haber sido el primer asentamiento urbano en todo el mundo (datado en 6500 a. C.), y ha sido descubierto en Çatalhöyük en el Konya Ovasi (Konya Basin). Las evidencias procedentes de la cueva de Karain, cerca de Anatolia, nos muestran un asentamiento humano en la región de por lo menos hace 25.000 años de antigüedad.
Mientras, los registros arqueológicos nos han dicho mucho acerca de las ruinas, revelándonos pequeños detalles de los humanos que construyeron la ciudad de Troya y que la volvieron a reconstruir en posteriores ocasiones. El registro histórico de Troya está presente en los poemas épicos de Homero y habitantes que vivían en un mundo de héroes y dioses cuyas identidades e historias formaron parte de la tradición oral de la región durante siglos antes de que el gran poeta griego nos hablara de ella en sus versos. Homero, sin embargo, no fue contemporáneo de esta historia. No sorprende que el contexto histórico épico en la Ilíada y en la Odisea no está tan claro como se desearía. A lo largo de la historia se han realizado varios intentos para identificar los orígenes de Troya.
En 1946, un historiador americano, Carpenter, argumentó que la guerra troyana, lejos de ser un evento histórico, fue más bien una síntesis de muchos eventos que fueron recogidos de personas a lo largo de los siglos. En la Ilíada, la palabra más comúnmente usada para la ciudad de los troyanos no es Troya sino Ilión. Carpenter vio esto como una evidencia de la posibilidad de que Troya no era realmente el nombre del asentamiento, pero que sí fue el nombre de un área habitada por los troyanos.
Los griegos tenían una leyenda sobre la guerra contra los troyanos, pero habría desacuerdo acerca del sitio en donde vivieron los troyanos. Al menos un grupo de griegos los situaron en un lugar llamado Teutrania en el área conocida como Misia.